# Euodice
Euodice és un gènere d'ocells de la família dels estríldids (Estrildidae).

## Taxonomia
Segons la Classificació del Congrés Ornitològic Internacional (versió 15.1, 2015) aquest gènere està format per dues espècies:
- Maniquí bec d'argent (Euodice cantans Gmelin, JF, 1789)
- Maniquí de l'Índia (Euodice malabarica Linnaeus, 1758)